# Condado de Huntingdon
O Condado de Huntingdon é um dos 67 condados do Estado americano da Pensilvânia. A sede do condado é Huntingdon, e sua maior cidade é Huntingdon. O condado possui uma área de 2 303 km²(dos quais 39 km² estão cobertos por água), uma população de 45 586 habitantes, e uma densidade populacional de 20 hab/km² (segundo o censo nacional de 2000). O condado foi fundado em 20 de setembro de 1787.